# Javier Romo
Javier Romo Oliver (Villafranca de los Caballeros, Toledo, 6 de enero de 1999) es un ciclista español que compite con el equipo Movistar Team.

## Biografía
Extriatleta de alto nivel, se inició en el ciclismo de competición a una edad avanzada. En 2020 se incorporó al club vasco Baqué-Ideus-BH. En agosto, en su tercera carrera en ruta, se distinguió al proclamarse campeón de España sub-23 en Jaén, logrando el triunfo en solitario. También terminó tercero en la Vuelta a Cantabria y cuarto en la Vuelta a Valencia sub-23.

## Palmarés
2020 (como amateur)
- Campeonato de España en Ruta Sub-23

2025
- 1 etapa del Tour Down Under

## Resultados

### Grandes Vueltas
| Carrera | Carrera         | 2021 | 2022 | 2023 | 2024 |
| ------- | --------------- | ---- | ---- | ---- | ---- |
|         | Giro de Italia  | —    | —    | —    | —    |
|         | Tour de Francia | —    | —    | —    | 23.º |
|         | Vuelta a España | —    | —    | Ab.  | —    |

—: no participa

Ab.: abandono

### Vueltas menores
| Carrera | Carrera                | 2021 | 2022 | 2023 | 2024 | 2025 |
| ------- | ---------------------- | ---- | ---- | ---- | ---- | ---- |
|         | París-Niza             | —    | —    | 60.º | —    | —    |
|         | Volta a Cataluña       | —    | 24.º | —    | Ab.  | —    |
|         | Vuelta al País Vasco   | —    | Ab.  | Ab.  | —    | —    |
|         | Tour de Romandía       | 82.º | —    | —    | —    | 10.º |
|         | Critérium del Dauphiné | —    | 72.º | —    | 12.º |      |

—: no participa

Ab.: abandono

### Clásicas, Campeonatos y JJ. OO.
| Carrera               | Carrera               | 2021 | 2022 | 2023 | 2024 | 2025 |
| --------------------- | --------------------- | ---- | ---- | ---- | ---- | ---- |
| Clásica San Sebastián | Clásica San Sebastián | 95.º | —    | Ab.  | —    |      |
|                       | Giro de Lombardía     | —    | Ab.  | —    | —    |      |
| España en Ruta        | España en Ruta        | Ab.  | —    | 44.º | 37.º |      |
| España Contrarreloj   | España Contrarreloj   | 21.º | —    | —    | —    |      |

—: no participa

Ab.: abandono

## Equipos
- Astana (2021-2023)
  - Astana-Premier Tech (2021)
  - Astana Qazaqstan Team (2022-2023)
- Movistar Team (2024-)